# 李子良
李子良（1954年7月—），男，汉族，香港企业家，中华人民共和国政治人物，香港百老汇摄影器材有限公司和百老汇企业有限公司董事长，香港自由黨成員，現任全国政协委员。

## 生平
2008年，当选第十一届全国政协委员，代表社会福利和社会保障界，分入第四十八组。2018年1月，当选第十三届全国政协委员。